# Echo Valley Provincial Park
Echo Valley Provincial Park är en park i Kanada.   Den ligger i provinsen Saskatchewan, i den sydöstra delen av landet, 2 200 km väster om huvudstaden Ottawa. Echo Valley Provincial Park ligger 521 meter över havet. Den ligger vid sjön Echo Lake.
Terrängen runt Echo Valley Provincial Park är huvudsakligen platt. Echo Valley Provincial Park ligger nere i en dal som går i öst-västlig riktning. Trakten runt Echo Valley Provincial Park är nära nog obefolkad, med mindre än två invånare per kvadratkilometer.. Närmaste större samhälle är Fort Qu'Appelle, 7,1 km öster om Echo Valley Provincial Park.
Trakten runt Echo Valley Provincial Park består till största delen av jordbruksmark.